# Barney Martin
Barney Martin (New York, 3 marzo 1923 – Los Angeles, 21 marzo 2005) è stato un attore statunitense.

## Filmografia parziale

### Cinema
- Per favore, non toccate le vecchiette (The Producers), regia di Mel Brooks (1967)
- I due mondi di Charly (Charly), regia di Ralph Nelson (1968)
- Twinky (Lola), regia di Richard Donner (1970)
- Il boxeur e la ballerina (Movie Movie), regia di Stanley Donen (1978)
- Arturo (Arthur), regia di Steve Gordon (1981)
- Arturo 2: On the Rocks (Arthur 2: On the Rocks), regia di Bud Yorkin (1988)
- Arma mortale (Deadly Weapon), regia di Michael Miner (1989)

### Televisione
- Jackie Gleason: American Scene Magazine – serie TV, 18 episodi (1962-1964)
- L'impareggiabile giudice Franklin (The Tony Randall Show) – serie TV, 38 episodi (1976-1978)
- It Happened One Christmas, regia di Donald Wrye – film TV (1977)
- Zorro and Son – serie TV, 5 episodi (1983)
- Ai confini della realtà (The Twilight Zone) – serie TV, episodio 1x20 (1985)
- La mamma è sempre la mamma (Mama's Family) – serie TV, 2 episodi (1988)
- La signora in giallo (Murder, She Wrote) – serie TV, 2 episodi (1987-1989)
- Sydney – serie TV, 13 episodi (1990)
- Una famiglia come le altre (Life Goes On) – serie TV, 5 episodi (1991-1992)
- Daddy Dearest – serie TV, 13 episodi (1993)
- Seinfeld – serie TV, 20 episodi (1991-1998)

## Doppiatori italiani
Nelle versioni in italiano delle opere in cui ha recitato, Barney Martin è stato doppiato da:
- Renato Mori in Arturo, Top Secret
- Max Turilli in Per favore, non toccate le vecchiette
- Giorgio Lopez in La signora in giallo (ep. 3x19)
- Giuseppe Fortis in La signora in giallo (ep. 5x12)
- Mario Bardella in Splash 2